# Анна Гассер
А́нна Га́ссер (нім. Anna Gasser, нар. 16 серпня 1991, Філлах, Австрія) — австрійська сноубордистка, дворазова олімпійська чемпіонка. Стійка — регуляр.
Золоту олімпійську медаль та звання олімпійської чемпіонки Гассер виборола в змаганнях з біг-ейру на Пхьончханській олімпіаді 2018 року.

## Життєпис
Анна Гассер народилася у австрійському місті Філлах. Займатися сноубордингом почала доволі пізно — у 2009 році з цим видом спорту її познайомив двоюрідний брат. У грудні 2013 року вона стала першою жінкою, що виконала Cab Double Cork 900 (подвійне сальто з напівобертом). 19 січня 2014 Анна зайняла третє місце на етапі кубка світу FIS в Стоунгемі.
У лютому 2014 року взяла участь в зимових Олімпійських іграх у Сочі. Показала найкращий результат у кваліфікації в слоупстайлі, однак у підсумку зайняла всього лише 10 місце через падіння у обох фінальних спробах.
Окрім занять сноубордингом Анна Гассер захоплюється стрибками на батуті та зустрічами з друзями.

## Виступи на Олімпійських іграх
| Рік  | Місто                     | Слоупстайл | Біг-ейр |
| ---- | ------------------------- | ---------- | ------- |
| 2014 | Сочі, Росія               | 10         | Н/Д     |
| 2018 | Пхьончхан, Південна Корея | 15         | 1       |
| 2022 | Пекін, Китай              | 6          | 1       |

## Виступи на чемпіонатах світу
| Рік  | Місто                  | Слоупстайл | Біг-ейр |
| ---- | ---------------------- | ---------- | ------- |
| 2013 | Стоунем, Канада        | 18         | —       |
| 2015 | Крайшберг, Австрія     | 2          | —       |
| 2017 | Сьєрра-Невада, Іспанія | —          | 1       |
| 2021 | Аспен, США             | 6          | 4       |
| 2023 | Бакуріані, Грузія      | 7          | 1       |